# Jan Adamus

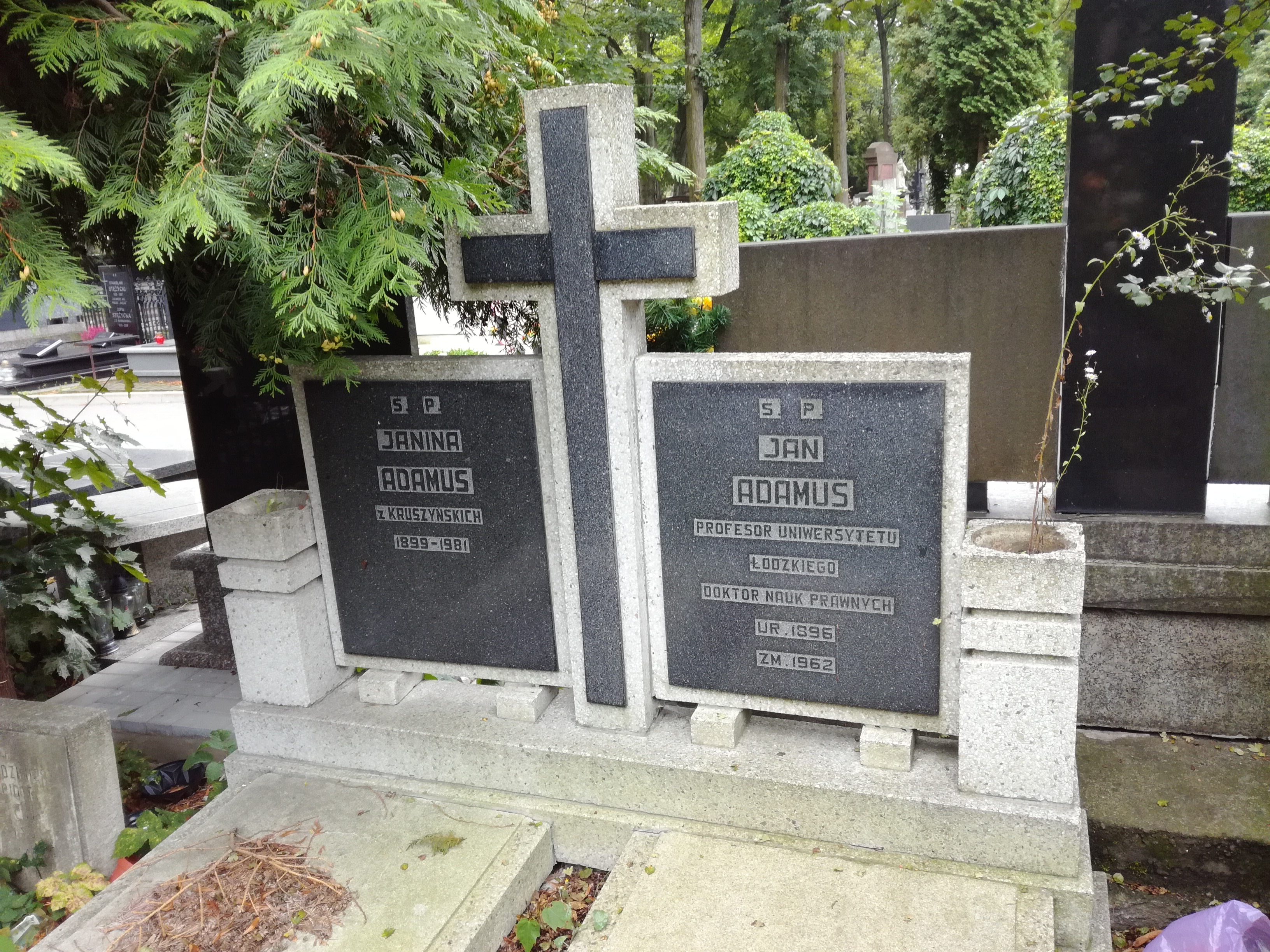
grób Jana Adamusa na Starym Cmentarzu w Łodzi

Jan Józef Adamus (ur. 12 marca 1896 w Krakowie, zm. 19 czerwca 1962 w Łodzi) – polski historiograf i historyk państwa i prawa.

## Życiorys
Był synem Antoniego (profesora Seminarium Nauczycielskiego w Stanisławowie) i Franciszki z domu Połącarz. Ukończył gimnazjum w Stanisławowie, w latach 1915-1916 studiował nauki prawne w Wiedniu, następnie (do 1920) na Uniwersytecie Lwowskim. Wśród jego wykładowców był m.in. Oswald Balzer. Doktorat obronił w 1927 na Uniwersytecie Lwowskim pod kierunkiem Przemysława Romana Dąbkowskiego (na podstawie pracy Zastaw w prawie litewskim w XV i XVI wieku). Pełnił służbę w Wojskowym Sądzie Okręgowym Nr V w Krakowie. 19 marca 1928 prezydent RP nadał mu stopień kapitana z dniem 1 stycznia 1928 i 2. lokatą w korpusie oficerów sądowych. Z dniem 28 lutego 1930 został przeniesiony w stan spoczynku.
Do 1933 pracował w Uniwersytecie Lwowskim (jako starszy asystent Katedry Dawnego Prawa Polskiego). W 1933 przeniósł się do Wilna, gdzie kierował Archiwum Miasta i jednocześnie był docentem w Katedrze Historii Prawa Polskiego Uniwersytetu, na uczelni tej uzyskał habilitację. 
W 1940 został aresztowany przez NKWD i zesłany na terytorium Uzbeckiej Socjalistycznej Republiki Radzieckiej. W czasie wojny pewien czas spędził w Jerozolimie, gdzie stał na czele Archiwum Armii Polskiej na Wschodzie. W 1944 osiadł na kilka lat w Szkocji, był kierownikiem Archiwum i Muzeum Polskich Sił Zbrojnych; wykładał w tym czasie historię ustroju Polski w Polskim Wydziale Prawa uniwersytetu w Oksfordzie.
W 1947 powrócił do Polski. Podjął pracę w Uniwersytecie Łódzkim, był docentem w Katedrze Historii Prawa Polskiego, a od 1954 profesorem nadzwyczajnym. Kierował Katedrą Powszechnej Historii Państwa i Prawa, wykładał także historię stosunków polsko-litewskich. W 1959 został profesorem zwyczajnym. W latach 1949–51 był kierownikiem Biblioteki Wyższej Szkoły Pedagogicznej w Łodzi. Był także związany z innymi ośrodkami naukowymi: Instytutem Nauk Prawnych PAN (do 1961) i Instytutem Historii PAN (od 1961). Został wybrany na członka korespondenta Towarzystwa Naukowego Warszawskiego (1936), członka Towarzystwa Nauk we Lwowie i Towarzystwa Przyjaciół Nauk w Wilnie.
W badaniach naukowych zajmował się historią prawa i państwa - polskiego i litewskiego, historią prawa karnego oraz historiografią dziejów państwa i prawa. Obalił tezę Anatola Lewickiego o inkorporacji Litwy do Polski bezpośrednio po zawarciu unii krewskiej; badał dorobek Oswalda Balzera, szczególną uwagę poświęcając jego teoriom o prawie następstwa tronu w czasach piastowskich. Wysunął tezę, że Polska Piastów nie znała czystej dziedziczności tronu, natomiast krąg elektorów był zawężony do członków samej dynastii.
Został pochowany na Starym Cmentarzu w Łodzi.

## Niektóre prace
- Z zagadnień prawa litewskiego (1926)
- Kodeks dyplomatyczny Litwy (1930)
- Państwo litewskie w latach 1386-1398 (1932)
- Najnowsza literatura o akcie krewskim (1938)
- O monarchii Gallowej (1952)
- Metoda prawnicza w historii (1956)
- Polska teoria rodowa (1958)
- Problemy absolutyzmu piastowskiego (1958)
- Monarchizm i republikanizm w syntezie dziejów Polski (1961)